# Avicularia hirsuta
Avicularia hirsuta är en spindelart som först beskrevs av Anton Ausserer 1875.  Avicularia hirsuta ingår i släktet Avicularia och familjen fågelspindlar.
Artens utbredningsområde är Kuba. Inga underarter finns listade.